# Schafbrücke Tiefurt

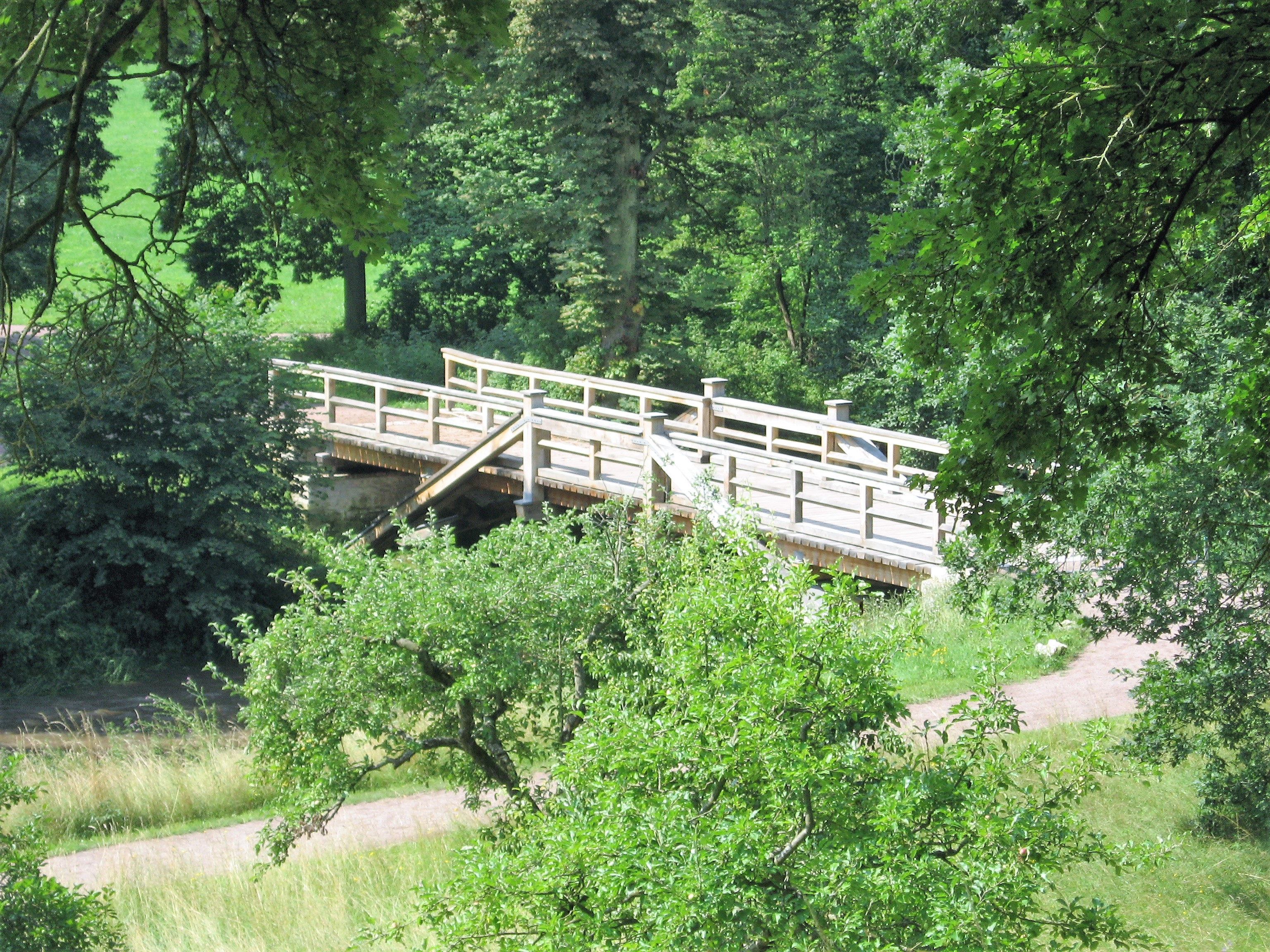
Schafbrücke

Im Schlosspark Tiefurt gibt es die Schafbrücke, die die Ilm überquert. Sie erinnert an das einstige Kammergut Tiefurt, auf welches der Schlosspark und das Schloss selbst, das einst Pächterhaus war. Schafzucht hatte offenbar einst dort eine große Bedeutung. Heute ist sie reine Fußgängerbrücke für die Parkbesucher. Es gibt beim Teehaus eine weitere Holzbrücke über die Ilm. Das ist die Gelbe Brücke oder Salonbrücke.
Die Schafbrücke führte zum damaligen Knebelschen Weinberg, also dem Weinberg von Karl Ludwig von Knebel.
Sie ist denkmalgeschützt.